# Štúrovo (nádraží)
Štúrovo (do roku 1918 maďarsky Parkány-Nána) je železniční stanice ve slovenském Štúrově.
Štúrovo je díky své poloze významnou dopravní, hlavně železniční křižovatkou. Územím města procházejí dvě železniční tratě. Jedna z nich, trať 130 tvoří součást hlavního tahu z České republiky přes Bratislavu, Nové Zámky do Štúrova s přímým pokračováním do Budapešti. Tato trať se nachází na evropském koridoru č. IV. Trať se využívá hlavně na tranzitní přepravu ve východo-západním směru. Významná je i osobní vnitrostátní a mezinárodní přeprava. Druhou železniční tratí je trať Štúrovo – Levice, která má regionální charakter. Je jednokolejná a bez elektrické trakce.